# Поход за баранами
Поход за баранами (Кой-черики) — поход могульского правителя Султан Саид-хана и его сына Абд ар-Рашид-хана против казахского хана Тахира и примкнувших к нему кыргызов в 1526—1527 годах. Закончился возвращением всех могульских войск в Кашгар.

## Предыстория
В 1514 году Султан Саид-хан возвращает контроль Моголистана над западной Кашгарией, разбив войско дуглатского эмира Абу Бакра. Из-за утраты доминирующего положения моголов, Саид-хан все больше полагался на помощь Мухаммеда Киргиза, возглавлявшего кыргызские племена, влияние которых в регионе значительно увеличилось ко второй половине XV века, что проявилось в автономной от Султана Саид-хан внешней политике, связанной с нападениями на владения Шейбанидов. Последующие подозрения, что Мухаммед Киргиз мог вступить в сговор с Шейбанидами против моголов, привели к выступлению Султана Саид-хана против Мухаммеда Киргиза и поддержавших его кыргызские племён, под предлогом возмездия за разграбление мусульманских городов.
В 1517 году войска Мухаммеда Киргиза потерпели поражение от могулов неподалеку от Барскауна, сам предводитель кыргызов был взят в плен, но позднее отпущен. Но при попытке Мухаммеда вступить в союз с узбеками, он был снова пленён.

## Овечий поход
В 1521—1522 годах Саид-хан начал новый поход против киргизов под предлогом защиты мусульманских земель от их нападений. По совету улусбека Саид-Мухаммеда возглавил вторжение старший сын правителя, тринадцатилетний Абр ар-Рашид-хан, вместе с которым отправился выпущенный Мухаммед Киргиз. Была создана постоянная ставка могулов в Кочкорской долине, куда в 1524 году прибыл казахский Тахир-хан, который хотел заручиться политической поддержкой Султана Саид-хана.
Но в 1526 году по непонятным причинам Тахир-хан вторгся в Могулистан. К нему присоединились многие киргизы, в связи с чем Абд ар-Рашид-хану пришлось перекочевать в Атбаш, куда в начале 1526 года, на помощь сыну, отправился сам Султан Саид-хан.
После встречи с Абд ар Рашид-ханом, Саид-хан получил известие, что не все кыргызы объединились и ушли с казахами, а часть осталась. Решив подчинить их, войско могулов двинулось из Аксая в сторону Ак-Куяша, где разделилось. Сам Саид-хан остался с пятитысячным отрядом в Ак-Куяше, а его сын с Мухаммедом Хайдаром продолжили поиск, пока не обнаружили остатки разгромленного киргизами отряда Бабаджук-султана, брата Саид-хана. Как считал академик Бартольд В. В., возможно, данное событие привело к окончанию военной кампании, где могулы ограничились уводом 100 тысяч баранов, почему он и получил название «бараньего похода» (кой-черики).